# Hamida Djandoubi
Hamida Djandoubi (ur. 1949?, zm. 10 września 1977 w Marsylii) – ostatnia osoba, na której wykonano wyrok śmierci we Francji.
Urodził się w Tunezji, skąd przybył w 1968 do Marsylii. W lipcu 1974 porwał i zamordował 21-letnią Francuzkę Elisabeth Bousquet. Został aresztowany i ostatecznie skazany na śmierć 9 czerwca 1977. Prezydent Valéry Giscard d’Estaing odrzucił jego prośbę o łaskę i 10 września 1977 Djandoubi został zgilotynowany w marsylskim więzieniu.